# Corydalis geocarpa
Corydalis geocarpa là một loài thực vật có hoa trong họ Anh túc. Loài này được H.Sm. ex Lidén mô tả khoa học đầu tiên năm 1996.